# Луїс Арнаес
Луїс Арнаес (ісп. Luis Arnáez, нар. 6 листопада 1967, Гуанакасте) — костариканський футболіст, що грав на позиції півзахисника за клуби «Пунтаренас» та «Алахуеленсе», а також національну збірну Коста-Рики.
По завершенні ігрової кар'єри — тренер. З 2020 року очолює тренерський штаб команди «Мунісіпаль Гресія».

## Клубна кар'єра
У дорослому футболі дебютував 1987 року виступами за команду «Пунтаренас», в якій провів шість сезонів, взявши участь у 190 матчах чемпіонату.  Більшість часу, проведеного у складі «Пунтаренаса», був основним гравцем команди.
1993 року перейшов до клубу «Алахуеленсе», за який відіграв 12 сезонів. Граючи у складі «Алахуеленсе» також здебільшого виходив на поле в основному складі команди і провів за неї понад 400 матчів у першості Коста-Рики. Завершив професійну кар'єру футболіста виступами за «Алахуеленсе» у 2005 році.

## Виступи за збірну
1991 року дебютував в офіційних матчах у складі національної збірної Коста-Рики.
У складі збірної був учасником розіграшу Золотого кубка КОНКАКАФ 1998 року та розіграшу Золотого кубка КОНКАКАФ 2000 року.
Загалом протягом кар'єри в національній команді, яка тривала 14 років, провів у її формі 32 матчів, забивши 10 голів.

## Кар'єра тренера
Розпочав тренерську кар'єру відразу ж по завершенні кар'єри гравця, 2005 року, очоливши тренерський штаб клубу «Пунтаренас», де пропрацював два роки. Згодом протягом 2007–2008 років тренував «Алахуеленсе», після чого працював асистентом головного тренера у збірній Коста-Рики.
Пізніше протягом 2010-х очолював команди «Ередіано», «Мунісіпаль Гресія» та «Універсидад де Коста-Рика».
2020 року удруге у кар'єрі очолив тренерський штаб «Мунісіпаль Гресія».

## Титули і досягнення
- Переможець Кубка центральноамериканських націй: 1991, 1997